# هفت بيران (بشتكوه)
هفت بیران (بالفارسية: هفت پیران) هي قرية تقع في إيران في Poshtkuh Rural District. يقدر عدد سكانها بـ 71 نسمة بحسب إحصاء 2016.